# John Hughes (réalisateur)
Pour les articles homonymes, voir John Hughes et Hughes.
John Hughes, né le 18 février 1950 à Lansing (Michigan, États-Unis) et mort le 6 août 2009 à New York (État de New York, États-Unis), est un scénariste, acteur, réalisateur et producteur américain.
Il commence sa carrière en 1970 en tant qu'auteur d'essais et d'histoires humoristiques pour le magazine National Lampoon. Il travaille ensuite à Hollywood comme réalisateur de nombreuses comédies pour adolescents à grands succès telles que Seize Bougies pour Sam, Breakfast Club, Une Créature de rêve, La Folle Journée de Ferris Bueller, Un Ticket pour deux, La Vie en plus, et L'Oncle Buck. Il est également scénariste des films Bonjour les vacances..., Mister Mom, Rose bonbon, Vacances très mouvementées, Le Sapin a les boules, Maman, j'ai raté l'avion !, Sacré Sale Gosse, Beethoven, Denis la Malice et Les 101 Dalmatiens.
La plupart de ses films se déroulent à Chicago. Il est surtout connu pour ses comédies de passage à l'âge adulte avec des représentations réalistes de la vie d'adolescents de banlieue. Beaucoup de ses personnages les plus marquants de ces années ont été écrits pour Molly Ringwald. Lors d'une promenade matinale à New York à l'été 2009, il subit une crise cardiaque fatale. Sa postérité est honorée à titre posthume par de nombreux artistes, notamment lors de la 82e cérémonie des Oscars par de nombreux acteurs avec lesquels il a travaillé, tels que Ringwald, Matthew Broderick, Anthony Michael Hall, Chevy Chase, et Macaulay Culkin, entre autres,. Les acteurs dont Hughes a aidé à lancer la carrière incluent Michael Keaton, Anthony Michael Hall, Bill Paxton, Broderick, Culkin, et des membres du Brat Pack.

## Biographie

### Enfance et formation
John Wilden Hughes, Jr. est né le 18 février 1950 à Lansing, dans le Michigan de Marion Crawford, volontaire dans des œuvres caritatives, et de John Hughes Sr., qui travaille dans la vente,. Il a trois sœurs et est le seul garçon de la fratrie. Il passe les douze premières années de sa vie à Grosse Pointe, où il était fan de l'ailier droit des Red Wings de Détroit, Gordie Howe. Il reçoit un des maillots n°9 de ce-dernier, envoyé par le joueur lui-même, qui sera plus tard visible dans le film de Hughes de 1986, La Folle Journée de Ferris Bueller. Hughes se décrira plus tard comme « plutôt calme » lorsqu'il était enfant :
« J'ai grandi dans un quartier peuplé principalement de filles et de personnes âgées. Il n'y avait pas de garçons de mon âge, alors je passais beaucoup de temps seul, à imaginer des choses. Et chaque fois que nous nous établissions quelque part, nous déménagions aussitôt. La vie a commencé à s'améliorer uniquement au collège, puis nous avons déménagé à Chicago. J'ai fini dans un très grand lycée où je ne connaissais personne. Mais ensuite les Beatles sont arrivés (et) ont changé ma vie. Et puis Bringing It All Back Home de Bob Dylan est sorti et m'a vraiment changé. Jeudi, j'étais quelqu'un et vendredi, j'étais quelqu'un d'autre. Mes héros étaient Dylan, John Lennon et Picasso, parce qu'ils ont chacun fait avancer leur médium particulier, et lorsqu'ils sont arrivés au point où ils se sentaient à l'aise, ils sont toujours passés à autre chose. »
En 1963, la famille Hughes déménage à Northbrook, dans la banlieue de Chicago, où son père trouve du travail dans la vente de matériaux de toiture. Hughes fréquente la Grove Middle School, puis le Glenbrook North High School (en), qui l'inspirera pour ses futurs films. Il y rencontre Nancy Ludwig, une pom-pom girl et sa future épouse. Adolescent, Hughes se tourne vers le cinéma pour s'évader. Selon son ami d'enfance Jackson Peterson, « Sa maman et son papa le critiquaient beaucoup (...) sur ce qu'il voulait faire dans la vie ». Hughes est un fervent fan des Beatles, et selon plusieurs amis, il avait une bonne culture du cinéma et du Rat Pack.

### 1970-1981: Débuts

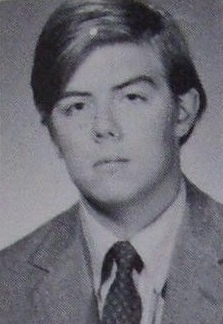
John Hugues en 1967 à 17 ans.

Après avoir abandonné ses études à l'université de l'Arizona, Hughes écrit des sketches qu'il vend à des humoristes bien établis tels que Rodney Dangerfield ou Joan Rivers. Cela lui permet d'obtenir un emploi de junior chez Needham, Harper & Steers en tant que rédacteur publicitaire à Chicago en 1970, puis plus tard en 1974 chez Leo Burnett Worldwide. Durant cette période, il crée ce qui deviendra une célèbre campagne publicitaire appelée Credit Card Shaving Test.
Le travail de Hughes pour les cigarettes Virginia Slims  l'amène fréquemment au siège de Philip Morris à New York, ce qui lui permet de visiter les bureaux du magazine National Lampoon. Peu de temps après, il en est devient un contributeur régulier. Le rédacteur en chef P. J. O'Rourke déclarera plus tard que « John écrivait si vite et si bien qu'il était difficile pour un magazine mensuel de le suivre ». L'une des premières histoires de Hughes, inspirée par ses voyages en famille lorsqu'il était enfant, est Vacation '58, qui deviendra plus tard la base du film Bonjour les vacances.... Parmi ses autres contributions au Lampoon, ses histoires du poisson d’avril Mon pénis et Mon vagin montrent la prédisposition de Hughes pour le langage adolescent, ainsi que pour les diverses indispositions de la vie adolescente en général.

### 1982-1986: Percée et comédies pour adolescents
Son premier scénario crédité, Class Reunion, est écrit alors qu'il fait encore partie de l'équipe du magazine. Le film qui en résulte est une deuxième tentative désastreuse de  reproduire le succès incroyable d'American College. Cependant, le scénario suivant de Hughes pour le magazine, Bonjour les vacances..., deviendra un succès majeur de l'année 1983. Le succès d'un autre de ses scénarios la même année, Mister Mom, lui valut de signer un contrat de trois films avec Universal Pictures.
Le premier film de Hughes en tant que réalisateur, Seize Bougies pour Sam (1984), est salué par la critique lors de sa sortie en 1984, en grande partie grâce à sa représentation réaliste de l'adolescence et de la dynamique sociale de la vie au lycée, en contraste frappant avec les nombreuses comédies inspirées de Porky's qui sortaient à l'époque. C'est le premier d'une série d'œuvres sur la vie des adolescents se déroulant au lycée ou aux alentours, avec notamment Breakfast Club (1985), Une Créature de rêve (1985), et La Folle Journée de Ferris Bueller (1986), qu'il a tous écrits et réalisés, ainsi que Rose bonbon (1986) et L'Amour à l'envers (1987), qu'il écrit et produit.

### 1987-2008: Au-delà des films pour adolescents
Pour éviter d'être catalogué comme un réalisateur uniquement de films pour adolescents, Hughes se diversifie en 1987 en écrivant, réalisant et produisant la comédie à succès Un Ticket pour deux avec Steve Martin et John Candy. Ses productions suivantes ne sont pas aussi bien accueillies par la critique, bien L'Oncle Buck et Le Sapin a les boules se révèlent populaires. Son dernier film en tant que réalisateur est La P'tite Arnaqueuse en 1991. À cette époque, sa société de production John Hughes Entertainment signe divers accords avec la 20th Century Fox et Warner Bros..
L'acteur John Candy a créé de nombreux rôles mémorables dans des films écrits, réalisés ou produits par Hughes, notamment Bonjour les vacances... (1983), Un Ticket pour deux (1987), Vacances très mouvementées (1988), L'Oncle Buck (1989), Maman, j'ai raté l'avion ! (1990), Une Place à prendre et Ta mère ou moi (tous deux en 1991). Au fil des années, Hughes et Candy développent une étroite amitié. Hughes est profondément secoué par la mort subite de Candy à la suite d'une crise cardiaque en 1994. Vince Vaughn, un ami de Hughes, déclarera plus tard : « Il a beaucoup parlé de son amitié avec Candy. Et si celui-ci avait vécu plus longtemps, je pense que John aurait fait plus de films en tant que réalisateur ».
Le plus grand succès commercial de Hughes est Maman, j'ai raté l'avion ! (1990), un film qu'il a écrit et produit, racontant l'histoire d'un enfant oublié par sa famille parti en vacances et forcer de se protéger contre deux cambrioleurs incompétents. Hughes termine la première version du scénario en seulement 9 jours. Maman, j'ai raté l'avion ! est le film le plus rentable de l'année 1990 et reste un des plus grands succès d'une comédie familiale de tous les temps. Il enchaîne avec les suites Maman, j'ai encore raté l'avion ! en 1992 et Maman, je m'occupe des méchants ! en 1997. Certains des films suivants qu'il écrit et produit pendant cette période contiennent également des éléments de la formule de Maman, j'ai raté l'avion !, tels que le succès Denis la Malice (1993) et le flop Bébé part en vadrouille (1994).
Il écrit également des scénarios sous le pseudonyme d'Edmond Dantès, d'après le protagoniste du roman Le Comte de Monte-Cristo d'Alexandre Dumas, tels que Coup de foudre à Manhattan, Drillbit Taylor, garde du corps et Beethoven.

## Suite de carrière
En 1994, Hughes se retire de la scène publique et retourne vivre dans la région de Chicago. L'année suivante, Hughes et Ricardo Mestres, qui ont tous deux des contrats de production avec Walt Disney Pictures, fondent l'éphémère studio de production Great Oaks Entertainment,. Hughes travaille à Chicago, tandis que Mestres est basé à Los Angeles. La société produit les films Jack, Les 101 Dalmatiens, et Flubber, mais Hughes et Mestres mettent fin à leur partenariat en 1997. Le film Le Temps d'un orage de 1998, produit dans le cadre du partenariat entre Hughes et Mestres, est par la suite crédité comme une « sortie de Gramercy Pictures d'une production de John Hughes et Ricardo Mestres ».
Au cours des années suivantes, Hughes accorde rarement des interviews aux médias, à l'exception de quelques-unes en 1999 pour promouvoir l'album de la bande originale du Temps d'un orage. L'album est compilé par le fils de Hughes, John Hughes III, et sort sur Hefty!Records, le label de son fils basé à Chicago. Il enregistre également un commentaire audio pour la sortie DVD de 1999 de La Folle Journée de Ferris Bueller.

## Vie privée
En 1970, Hughes, alors âgé de 20 ans, épouse Nancy Ludwig, qu'il a rencontrée au lycée. Ensemble, ils ont deux enfants : John Hughes III (né en 1976) et James Hughes (né en 1979). Ils restent ensemble jusqu'à sa mort en 2009. Nancy Hughes décédera le 15 septembre 2019. Le journaliste Michael Weiss (en) fait valoir que les films de Hughes exprimaient une vision du monde républicaine proche de Ronald Reagan. En réponse à cela, P. J. O'Rourke écrit :
« Je n'ai aucune idée de comment John votait, ni s'il votait [...]. John et moi n'avons jamais pris la peine de beaucoup parler de politique. Ce dont nous parlions, c'était de l'idée stupide selon laquelle la culture américaine de la classe moyenne était de la camelote, que les Américains de la classe moyenne étaient des imbéciles passifs, que l'Amérique elle-même était un échec et que les banlieues américaines étaient un enfer presque au-delà de la puissance des mots de John Cheever pour la décrire [...]. Nous sommes devenus conservateurs, dans le sens le plus courant. Il y avait des choses que d'autres avant nous avaient réalisées et qui méritaient d’être conservées [...]. La famille était la chose la plus conservatrice chez John. Traverser la pièce familiale avec ses chaussettes et marcher sur un Lego (aïe !) était la pierre angulaire de la société. »
L'acteur Ben Stein, un ami proche de Hughes, a également déclaré que Hughes était un « ardent Républicain et un conservateur extrême ». Il croyait que Reagan pouvait nous transformer tous en Ferris Buellers qui était l'archétype d'une époque libre. Ronald Reagan était le symbole de la liberté ».

## Mort et postérité
Le 5 août 2009, Hughes et sa femme se rendent à New York pour voir leur fils James et leur nouveau petit-fils. James déclarera que son père semblait en bonne santé cette nuit-là et que la famille avait fait des plans pour le lendemain. Le 6 août au matin, Hughes se promène près de son hôtel sur la 55e Rue de Manhattan lorsqu'il est victime d'une crise cardiaque. Il est transporté d'urgence à l'hôpital Mount Sinai West (en), où il est déclaré mort à 59 ans. Ses funérailles ont lieu le 11 août à Chicago et il est enterré au cimetière de Lake Forest (en). Sa femme, ses deux enfants et ses petits-enfants sont présents.
L'épisode pilote de la sitcom Community, diffusé le 17 septembre 2009, est dédié à Hughes. Il contient plusieurs références à Breakfast Club et se termine par une reprise de Don't You (Forget About Me). L' épisode des Frères Scott intitulé « Ne m'oubliez pas », diffusé le 1er février 2010, se termine par une scène similaire à la scène finale de Seize Bougies pour Sam. Il contient également des références à d'autres films de Hughes tels que Maman, j'ai raté l'avion !.
L'épisode de Bob's Burgers intitulé Bob chauffeur de taxi rend également hommage à Seize Bougies pour Sam. La comédie pour adolescents Easy Girl (2010) avec Emma Stone rend hommage à Hughes et à ses films à la toute fin, où le personnage de Stone déclare qu'elle souhaite que sa vie soit un film de John Hughes, en montrant divers extraits de Seize Bougies pour Sam, Breakfast Club, et La Folle Journée de Ferris Bueller.
Après la mort de Hughes, beaucoup de ceux qui l'ont connu ont commenté l'impact qu'il a eu sur leur vie et sur l'industrie cinématographique. Molly Ringwald déclare : « J'ai été stupéfaite et incroyablement triste d'apprendre le décès de John Hughes. Il a été et sera toujours une partie très importante de ma vie. [...] Il nous manquera – à moi et à tous ceux qui l'ont touché. Mon cœur et toutes mes pensées vont maintenant à sa famille ».
Matthew Broderick a également publié sa propre déclaration, disant : « Je suis vraiment choqué et attristé par la nouvelle concernant mon vieil ami John Hughes. C'était un gars merveilleux et très talentueux et mes pensées vont à sa famille »
La 82e cérémonie des Oscars (2010) comprend un hommage au travail de Hughes. Une rétrospective d'extraits de ses films Hughes est suivie par une réunion sur scène des acteurs de plusieurs d'entre eux, dont Molly Ringwald, Matthew Broderick, Macaulay Culkin, Judd Nelson, Ally Sheedy, Anthony Michael Hall et Jon Cryer, pour commémorer Hughes et ses contributions à l'industrie cinématographique.
La comédie Sex Academy (2001) se déroule dans le lycée John Hughes High.
Le travail de Hughes a également influencé une nouvelle génération de cinéastes de la génération Y, tels que M. H. Murray (en) de la série web Teenagers, qui cite Hughes comme l'une de ses principales influences. Dans des interviews,, il déclare : « J'adore la façon dont John Hughes écrit sur les adolescents. [...] Ils étaient imparfaits de manière authentique. Kelly Fremon Craig, qui a écrit et réalisé The Edge of Seventeen, cite également Hughes comme influence,.
John Hughes est cité dans la chanson Hello Chicago de l'album Jesu/Sun Kil Moon (en). Mark Kozelek se souvient d'une conversation téléphonique avec Hughes au cours de laquelle Kozelek lui a demandé 15 000 $ afin de sortir son album Songs for a Blue Guitar (publié par son groupe The Red House Painters). Hughes a accepté, déclarant « Vous êtes jeune et en pleine ascension, et je ne suis qu'un vieil homme vivant à Chicago ». Le groupe indie pop britannique The 1975 cite Hughes comme une influence dans la musique du groupe. Maisie Peters sort une chanson intitulée John Hughes Movie en 2021.
Les films de John Hughes ont inspiré le style et le ton du film Spider-Man: Homecoming de l'univers cinématographique Marvel réalisé par Jon Watts, qui s'est inspiré de films tels que La Folle Journée de Ferris Bueller.
Le roman Ready Player Two d'Ernest Cline présente une quête où les personnages visitent la planète Shermer qui mélange des personnages, des acteurs et des décors de divers films de John Hughes. Les personnages doivent visiter un avatar de Hughes généré par ordinateur et modifier la fin de Rose bonbon pour terminer la quête.

## Filmographie

### Comme scénariste
- 1982 : Class Reunion (National Lampoon's Class Reunion) de Michael Miller
- 1983 : Mister Mom (Mr. Mom) de Stan Dragoti
- 1983 : Bonjour les vacances… (National Lampoon's Vacation) de Harold Ramis
- 1983 : Les Pirates de l'île sauvage (Nate and Hayes) de Ferdinand Fairfax
- 1984 : Seize Bougies pour Sam (Sixteen Candles) de lui-même
- 1985 : Breakfast Club (The Breakfast Club) de lui-même
- 1985 : Bonjour les vacances 2 (National Lampoon's European Vacation) de Amy Heckerling
- 1985 : Une créature de rêve (Weird Science) de lui-même
- 1986 : Rose bonbon (Pretty in Pink) de Howard Deutch
- 1986 : La Folle Journée de Ferris Bueller (Ferris Bueller's Day Off) de lui-même
- 1987 : La Vie à l'envers (Some Kind of Wonderful) de Howard Deutch
- 1987 : Un ticket pour deux (Planes, Trains & Automobiles) de lui-même
- 1988 : La Vie en plus (She's Having a Baby) de lui-même
- 1988 : Vacances très mouvementées (The Great Outdoors) de Howard Deutch
- 1989 : Oncle Buck (Uncle Buck) de lui-même
- 1989 : Le sapin a les boules (National Lampoon's Christmas Vacation) de Jeremiah S. Chechik
- 1990 : Maman, j'ai raté l'avion ! (Home Alone) de Chris Columbus
- 1991 : Une place à prendre (Career Opportunities) de Bryan Gordon
- 1991 : Ta mère ou moi (Only the Lonely) de Chris Columbus
- 1991 : Sacré sale gosse (Dutch) de Peter Faiman
- 1991 : La P'tite Arnaqueuse (Curly Sue) de lui-même
- 1992 : Beethoven de Brian Levant
- 1992 : Maman, j'ai encore raté l'avion ! (Home Alone 2: Lost in New York) de Chris Columbus
- 1993 : Denis la Malice (Dennis the Menace) de Nick Castle
- 1993 : Beethoven 2 (Beethoven's 2nd) de Rod Daniel
- 1994 : Bébé part en vadrouille (Baby's Day Out) de Patrick Read Johnson
- 1994 : Miracle sur la 34e rue (Miracle on 34th Street) de Les Mayfield
- 1996 : Les 101 Dalmatiens (101 Dalmatians) de Stephen Herek
- 1997 : Flubber de Les Mayfield
- 1997 : Maman, je m'occupe des méchants ! (Home Alone 3) de Raja Gosnell
- 1998 : Le Temps d'un orage (Reach the Rock) de William Ryan
- 2001 : Les Visiteurs en Amérique (Just Visiting) de Jean-Marie Poiré
- 2002 : Coup de foudre à Manhattan (Maid in Manhattan) de Wayne Wang
- 2008 : Drillbit Taylor, garde du corps (Drillbit Taylor) de Steven Brill

### Comme acteur
- 1982 : Class Reunion : la « fille » en jupe avec un sac en papier sur la tête
- 1985 : Breakfast Club (The Breakfast Club)  : M. Johnson, le père de Brian
- 1986 : La Folle Journée de Ferris Bueller (Ferris Bueller's Day Off) : l'homme courant entre les taxis

### Comme réalisateur
- 1984 : Seize Bougies pour Sam (Sixteen Candles)
- 1985 : Breakfast Club (The Breakfast Club)
- 1985 : Une créature de rêve (Weird Science)
- 1986 : La Folle Journée de Ferris Bueller (Ferris Bueller's Day Off)
- 1987 : Un ticket pour deux (Planes, Trains & Automobiles)
- 1988 : La Vie en plus (She's Having a Baby)
- 1989 : L'Oncle Buck (Uncle Buck)
- 1991 : La P'tite Arnaqueuse (Curly Sue)

### Comme producteur
- 1985 : Breakfast Club (The Breakfast Club)  de lui-même
- 1986 : Rose bonbon (Pretty in Pink) de Howard Deutch
- 1986 : La Folle Journée de Ferris Bueller (Ferris Bueller's Day Off) de lui-même
- 1987 : La Vie à l'envers (Some Kind of Wonderful) de Howard Deutch
- 1987 : Un ticket pour deux (Planes, Trains & Automobiles) de lui-même
- 1988 : La Vie en plus (She's Having a Baby) de lui-même
- 1988 : Vacances très mouvementées (The Great Outdoors) de Howard Deutch
- 1989 : Uncle Buck de lui-même
- 1989 : Le sapin a les boules (National Lampoon's Christmas Vacation) de Jeremiah S. Chechik
- 1990 : Maman, j'ai raté l'avion ! (Home Alone) de Chris Columbus
- 1991 : Une place à prendre (Career Opportunities) de Bryan Gordon
- 1991 : Ta mère ou moi (Only the Lonely) de Chris Columbus
- 1991 : Sacré sale gosse (Dive Me Crazy) de Peter Faiman
- 1991 : La P'tite Arnaqueuse (Curly Sue) de lui-même
- 1992 : Maman, j'ai encore raté l'avion ! (Home Alone 2: Lost in New York) de Chris Columbus
- 1993 : Denis la Malice (Dennis the Menace) de Nick Castle
- 1994 : Bébé part en vadrouille (Baby's Day Out) de Patrick Read Johnson
- 1994 : Miracle sur la 34e rue (Miracle on 34th Street) de Les Mayfield
- 1996 : Les 101 Dalmatiens (101 Dalmatians) de Stephen Herek
- 1997 : Flubber de Les Mayfield
- 1997 : Maman, je m'occupe des méchants ! (Home Alone 3) de Raja Gosnell
- 1998 : Le Temps d'un orage (Reach the Rock) de Bill Ryan
- 2001 : New Port South de Kyle Cooper

## Hommages
- Hommage à John Hughes dans le film Easy Girl dans lequel Olive souhaite avoir une vie comme dans Breakfast Club et Sixteen Candles.
- Hommage à John Hughes dans la série Les Frères Scott : l'épisode 15 de la saison 7 lui est dédié.
- Hommage dans la série Community : le premier épisode de la saison 1 lui est dédié.
- Hommage dans le jeu Deadly Premonition : le héros, lors d'un monologue durant un trajet en voiture, cite certains des films de John Hughes (Rose bonbon, The Breakfast Club et Seize Bougies pour Sam). Il les évoque comme de bon souvenirs.
- Hommage dans la série télévisée Psych : Enquêteur malgré lui lors de l'épisode 2 de la saison 3 : La Folle Soirée de Shawn, dans lequel des nombreuses références sont faites à l’œuvre de John Hughes.
- Hommage dans la série Cougar Town : l'épisode 13 de la saison 4 rend hommage à The Breakfast Club.
- Hommages dans le film Sex Academy, le lycée dans le film s'appelle « John Hughes Collège », il y a plusieues références aux films de John Hugues dont une scène de The Breakfast Club parodiée avec le même acteur jouant le même rôle que dans l'original.
- Hommage appuyé dans le film Ready Player One de Steven Spielberg : la connaissance pointue de son œuvre est un signe d'appartenance aux connaisseurs de la pop culture.
- Hommage dans le film À tous les garçons que j'ai aimés, l'héroïne rêve d'une relation comme dans Seize Bougies pour Sam.
- Dans la série Dawson, un épisode (saison 1 épisode 7) reprend le titre et le scénario de The Breakfast Club.
- Dans le film Spider-Man: Homecoming réalisé par Jon Watts, une scène où Spider-Man court à travers les maisons est une référence à La Folle Journée de Ferris Bueller, d’ailleurs un des téléviseurs lors de cette scène diffuse ce film.
- La scène post-générique de Deadpool rend hommage à Ferris Bueller en brisant le quatrième mur, où Deadpool, en peignoir, s'adresse directement aux spectateurs, rappelant le style du personnage principal de La Folle Journée de Ferris Bueller.
- L'Été scolaire, le making of de La Vie scolaire lui est dédié.